# Médaille interalliée 1914-1918
Pour les articles homonymes, voir Interallié.
Cette médaille interalliée commémorative de la Première Guerre mondiale, dite « Médaille de la Victoire » a été créée par la loi du 20 juillet 1922.
Sont concernés par cette décoration tous les militaires ayant servi trois mois – consécutifs ou non – entre le 2 août 1914 et le 11 novembre 1918 dans la zone des armées, les infirmières et infirmiers civils, les étrangers (civils ou militaires) ayant servi directement sous les ordres du commandement français, les maréchaux et généraux ayant eu un commandement pendant trois mois au moins, les prisonniers de guerre ainsi que les Alsaciens-Lorrains engagés volontaires qui ont appartenu pendant une durée quelconque à une unité combattante et à ceux qui peuvent justifier avoir déserté les rangs allemands. L'article 10 de la loi de 1920 précise que :  Le droit de la médaille est également acquis aux militaires qui ont été tués à l’ennemi ou qui sont morts des suites de blessure de guerre (…) et à ceux qui sont morts de maladies ou blessures contractées en service.

## Une médaille internationale[1]
Cette décoration est due au maréchal Foch, commandant en chef des troupes alliées à la fin de la guerre, qui avait proposé la création d’une médaille commémorative commune à toutes les Nations belligérantes alliées. Gravée librement par chaque nation, cette décoration devait toutefois représenter à l’avers une victoire ailée et sur le revers l’inscription traduite dans la langue du pays « La Grande Guerre pour la Civilisation » sur un module en bronze d'un diamètre de 36 mm. Le ruban, identique pour toutes les puissances, figurait deux arcs-en-ciel juxtaposés par le rouge avec, sur chaque bord, un filet blanc.
| Pays              | Sculpteurs et/ou graveurs             | Ateliers                                                                     | Nombre de médailles frappées |
| Afrique du Sud    | William McMillan (1887–1977)          | - Woolwich Arsenal                                                           | environ 75 000               |
| Belgique          | Paul Du Bois (1859-1938)              | - Jules Fonson                                                               | de 300 000 à 350 000         |
| Brésil            | Jorge Soubre (1890-1934)              | - Casa Da Moeda RIO                                                          | environ 1 500                |
| Cuba              | Charles Charles                       | - Établissements Chobillon                                                   | de 4 000 à 5 000             |
| États-Unis        | James Earle Fraser (1876-1953)        | - Arts Metal Works Inc. - S.G.Adams Stamp & Stationary Co. - Jos. Mayer Inc. | environ 4 000 000            |
| France            | Pierre-Alexandre Morlon (1878 - 1951) | - Monnaie de Paris                                                           | environ 6 170 000            |
| France            | C.Charles                             | - Établissements Chobillon                                                   | -----                        |
| France            | - M. Pautot - Louis Octave Mattei     | - Monnaie de Paris - Etablissement "Delande"                                 | Environ 2 000 000            |
| Royaume-Uni       | William McMillan (1887–1977)          | - Woolwich Arsenal - Wright & Son                                            | 5 750 000                    |
| Grèce             | Henry-Eugène Nocq (1868-1944)         | - V. Canale                                                                  | environ 300 000              |
| Italie            | Gaetano Orsolini (1884-1954) (it)     | - Sacchini-Milano - S.Johnson-Milano - F.M.Lorioli & Castelli-Milano         | environ 2 000 000            |
| Japon             | Shoukichi Hata                        | - Osaka Mint                                                                 | environ 200 000 à 350 000    |
| Portugal          | João Da Silva (1880-1960)             | - Da Costa                                                                   | environ 100 000              |
| Roumanie          | Constantin Kristesko                  | - La Maison Arthus-Bertrand, Paris                                           | environ 300 000              |
| Siam ( Thaïlande) | Itthithepsan Kritakara (1890-1935)    | - Possibilité Monnaie de Paris                                               | environ 1 500                |
| Tchécoslovaquie   | Otakar Španiel (1881-1955)            | - Mincovňa Kremnica - Etablissement "Delande"                                | 70 000 à 90 000              |

## Les modèles
| Pays                                        | Avers | Revers |
| ------------------------------------------- | ----- | ------ |
| Royaume-Uni de Grande-Bretagne et d'Irlande |       |        |
| Union d'Afrique du Sud                      |       |        |
| Belgique                                    |       |        |
| Brésil                                      |       |        |
| Royaume de Grèce                            |       |        |
| Royaume d'Italie                            |       |        |
| Cuba                                        |       |        |
| République portugaise                       |       |        |
| Royaume de Roumanie                         |       |        |
| Thaïlande                                   |       |        |
| États-Unis                                  |       |        |
| Tchécoslovaquie                             |       |        |
| Japon                                       |       |        |

## Attestation papier

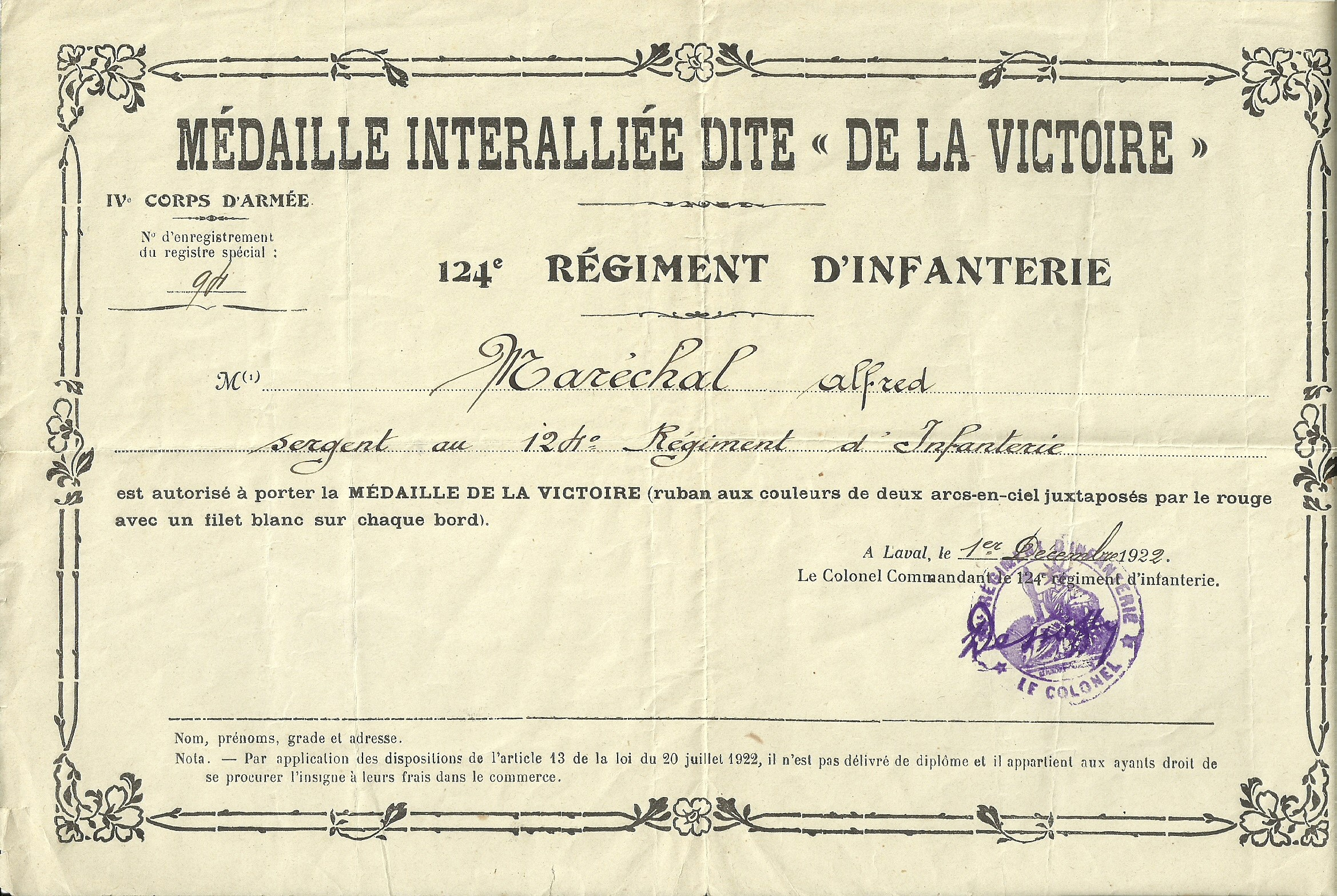
Attestation datant du 01 décembre 1922.

Chaque récipiendaire de cette médaille recevait une attestation autorisant le port de la décoration et attestant que celle-ci lui appartenait bien.

### Source
- Les Décorations françaises  (préf. Jean-Philippe Douin), Paris, Trésor du Patrimoine, 2003, 95 p. (ISBN 2-911468-99-6, OCLC 56111972)
- Site très complet traitant des décorations militaires et civiles françaises.
- Site australien très intéressant sur les interalliées.
- site complet sur la médaille interalliée